# Carol Peters
Carol Ann Peters (* 16. Juni 1932 in Buffalo; † 16. Mai 2022 in Bethesda) war eine US-amerikanische Eiskunstläuferin, die im Eistanz startete.
Ihr Eistanzpartner war Daniel Ryan. Mit ihm zusammen gewann sie 1952 und 1953, bei den ersten beiden Weltmeisterschaften, bei denen Eistanz im Programm war, die Bronzemedaille hinter den beiden britischen Eistanzpaaren Jean Westwood / Lawrence Demmy und Joan Dewhirst / John Slater.

## Ergebnisse

### Eistanz
(mit Daniel Ryan)
| Wettbewerb / Jahr                | 1951 | 1952 | 1953 |
| -------------------------------- | ---- | ---- | ---- |
| Weltmeisterschaften              |      | 3.   | 3.   |
| US-amerikanische Meisterschaften | 3.   | 2.   | 1.   |